# Marmosa de Handley
La marmosa de Handley (Marmosops handleyi) és una espècie d'opòssum de la família dels didèlfids. És endèmica de Colòmbia.